# Jari Mäkeläinen
Jari Mäkeläinen (Finlandia, 26 de octubre de 1968) es el actual batería de la banda finlandesa de heavy metal House of Mirrors.

## Biografía
Jari Mäkeläinen debutó como batería en la banda Ironcross en 1985, produciendo un total de un álbum de estudio, dos sencillos y una demo. Tras un tiempo pasando por varias bandas, en el año 1995 fichó por la banda House of Mirrors, aunque tan sólo permaneció un año. Tras cinco años volvió a la banda en la que sigue permaneciendo hasta la fecha llegando a producir un total de dos álbumes. Durante su etapa en la banda en la banda tuvo una participación en la banda Lordi como músico para conciertos con el alias «The Drummer».

## Bandas[2]
- Ironcross (1985-1990)
- Minx (1990)
- Smell (1992-1995)
- Wardance (1992-1995)
- Vuoden Yhtye (2000-2006)
- Oktoplus (2000-2006)
- IHO (2000-2006)
- Battagia (2000-2006)
- House of Mirrors (1995-1996, 2000-presente)
- Lordi (2012)

## Discografía[2][3]

### Ironcross
Álbumes
- 1987: Too Hot to Rock - batería

Sencillos
- 1986: Too Hot to Rock/Paradise of Stars - batería
- 1989: Immoral Love/Eye for an Eye - batería

Demos
- 1990: Demo '90 - batería

### Minx
LP
- 1990: Time Goes on The Wall - batería

### Run To You
Recopilatorio
- 1994: Run To You - batería

### Battagia
Álbumes
- 2003: Hell Just Froze Over - batería

### House of Mirrors
Álbumes
- 2004: Nightflight to Paradise - batería
- 2006: Desolation - batería

### Wildkard
Álbumes
- 2007: Megalomania - batería